# L’Alcora
L’Alcora (Spanisch: Alcora) ist eine Gemeinde in der Provinz Castellón der Autonomen Gemeinschaft Valencia in Spanien.

## Geografie
L’Alcora liegt in der zerklüfteten Landschaft der Sierra de Alcora und an den Ufern des gleichnamigen Flusses. Sein Gebiet grenzt an Lucena del Cid, Figueroles, Costur, Sant Joan de Moró, Castellón de la Plana, Onda, Ribesalbes und Fanzara, alle in der Provinz Castellón.

## Geschichte
Spuren menschlicher Anwesenheit in diesem Gebiet stammen aus der Bronzezeit. Außerdem gibt es Überreste aus der iberischen, römischen und maurischen Epoche, letztere mit der Burg von Alcalatén. Die Festung wurde im Jahr 1233 von den Christen zurückerobert, woraufhin sich die heutige Stadt zu entwickeln begann. Ab dem 18. Jahrhundert wurde hier Porzellan hergestellt.

## Sehenswürdigkeiten
Zu den Sehenswürdigkeiten zählt die Burg von Alcalatén (Castillo de Alcalatén), eine maurische Festung, die später nach der christlichen Eroberung verändert wurde. Sie hat einen unregelmäßigen dreieckigen Grundriss mit zwei großen Türmen.